# Mikey Varas
Michael Anthony Varas (Burlingame, Estados Unidos, 7 de diciembre de 1982), más conocido como Mikey Varas, es un exjugador y entrenador de fútbol estadounidense. Actualmente dirige al San Diego FC.

## Trayectoria

### Inicios
Varas nació y creció en el área de la Bahía de San Francisco. Jugó fútbol universitario durante cuatro años en la Universidad de San Francisco. Después de su carrera universitaria, Varas pasó una temporada con Santiago Wanderers en Chile. A pesar de un comienzo prometedor como jugador, decidió pasarse a ser entrenador poco después de su estancia en el país suramericano.
Unos años más tarde, obtuvo tanto la licencia de entrenador “A” de la U.S. Soccer como así también una maestría en kinesiología con énfasis en educación física de la Universidad Fresno Pacific.

### Etapa como entrenador

#### Primeros años
Mikey Varas comenzó su carrera como entrenador en California, donde ocupó varios puestos que contribuyeron a su desarrollo en la profesión. Al principio de su carrera, ocupó puestos como director de entrenamiento de la Gamer Futsal School de Burlingame y coordinador regional del NorCal Premier Soccer Player Development Program. También entrenó a los equipos sub-12, sub-17 y sub-19 en De Anza Force en la ECNL antes de unirse a la academia de desarrollo de la U.S. Soccer.
En 2016, se unió a la academia del Sacramento Republic. Un año después, se marchó a trabajar en las divisiones inferiores del FC Dallas donde ganó reconocimiento rápidamente y en 2019, fue ascendido a asistente técnico del primer equipo bajo el mando de Luchi González.

#### Selección de los Estados Unidos
En enero de 2021, fue nombrado como entrenador de la selección sub-20 de los Estados Unidos.Su nombramiento fue visto como un movimiento estratégico por la U.S. Soccer, dada su trayectoria comprobada en el desarrollo de juveniles. En julio de 2022, obtuvo el Campeonato Sub-20 de la Concacaf después de vencer en la final a República Dominicana por 6-0. Sin embargo, su éxito a nivel regional no se pudo repetir en el escenario mundial luego de que el seleccionado estadounidense quedara eliminado en los cuartos de final de la Copa Mundial Sub-20 de la FIFA 2023 frente a Uruguay.
A principios de septiembre del 2024, asumió como entrenador interino de la selección absoluta en reemplazo de Gregg Berhalter para dirigir dos amistosos en la Fecha FIFA. Días más tarde, fue relevado en su cargo por Mauricio Pochettino.

#### San Diego FC
El 16 de septiembre de 2024, fue confirmado como el primer entrenador en la historia del San Diego FC.

## Clubes

### Como jugador
| Club               | País  | Año  |
| ------------------ | ----- | ---- |
| Santiago Wanderers | Chile | 2005 |

### Como entrenador
| Club                                       | País           | Año           |
| ------------------------------------------ | -------------- | ------------- |
| Selección sub-20 de los Estados Unidos     | Estados Unidos | 2020-2023     |
| Selección de los Estados Unidos (interino) | Estados Unidos | 2024          |
| San Diego FC                               | Estados Unidos | 2024-presente |

## Estadísticas como entrenador

#### Clubes
| Equipo                      | Div.       | Temporada  | Liga | Liga | Liga | Liga | Liga |    | Copa | Copa | Copa | Copa |   | Internacional | Internacional | Internacional | Internacional | Internacional |   | Otros | Otros | Otros | Otros |   | Totales     | Totales | Totales | Totales | Totales | Totales | Totales | Totales |
| Equipo                      | Div.       | Temporada  | PD   | G    | E    | P    | Pos. | PD | G    | E    | P    | PD   | G | E             | P             | Pos.          | PD            | G             | E | P     | PD    | G     | E     | P | Rendimiento | GF      | GC      | Dif.    |         |         |         |         |
| --------------------------- | ---------- | ---------- | ---- | ---- | ---- | ---- | ---- | -- | ---- | ---- | ---- | ---- | - | ------------- | ------------- | ------------- | ------------- | ------------- | - | ----- | ----- | ----- | ----- | - | ----------- | ------- | ------- | ------- | ------- | ------- | ------- | ------- |
| San Diego FC Estados Unidos | 1.ª        | 2025       | 27   | 16   | 4    | 7    | -    | -  | -    | -    | -    | 3    | 1 | 0             | 2             | FG            | -             | -             | - | -     | 30    | 17    | 4     | 9 | 61.11%      | 57      | 38      | +19     |         |         |         |         |
| Total club                  | Total club | Total club | 27   | 16   | 4    | 7    | -    | -  | -    | -    | -    | 3    | 1 | 0             | 2             | -             | -             | -             | - | -     | 30    | 17    | 4     | 9 | 61.11%      | 57      | 38      | +19     |         |         |         |         |
| 1. 2.                       |            |            |      |      |      |      |      |    |      |      |      |      |   |               |               |               |               |               |   |       |       |       |       |   |             |         |         |         |         |         |         |         |

#### Selección
| Estados Unidos      | 2024-25             | -  | -  | - | - | - | - | - | - | - | - | - | - | - | - | 2 | 0 | 1 | 1 | 2  | 0  | 1 | 1  | 16.67% | 2  | 3  | -1  |
| Total selección     | Total selección     | -  | -  | - | - | - | - | - | - | - | - | - | - | - | - | 2 | 0 | 1 | 1 | 2  | 0  | 1 | 1  | 16.67% | 2  | 3  | -1  |
| Total en su carrera | Total en su carrera | 27 | 16 | 4 | 7 | - | - | - | - | - | 3 | 1 | 0 | 2 | - | 2 | 0 | 1 | 1 | 32 | 17 | 5 | 10 | 58.34% | 59 | 41 | +18 |

#### Resumen por competiciones
| Competición         | Partidos | Ganados | Empatados | Perdidos | %      | Resultado      |
| Clubes              | Clubes   | Clubes  | Clubes    | Clubes   | Clubes | Clubes         |
| ------------------- | -------- | ------- | --------- | -------- | ------ | -------------- |
| MLS                 | 27       | 16      | 4         | 7        | 64.2%  | En disputa     |
| MLS Cup             | 0        | 0       | 0         | 0        | 0%     | En disputa     |
| US Open Cup         | 0        | 0       | 0         | 0        | 0%     | En disputa     |
| Leagues Cup         | 3        | 1       | 0         | 2        | 33.33% | Fase de grupos |
| Total clubes        | 30       | 17      | 4         | 9        | 61.11% | Sin Títulos    |
| Selección           |          |         |           |          |        |                |
| Amistosos           | 2        | 0       | 1         | 1        | 16.67% | +0 PG          |
| Total selecciones   | 2        | 0       | 1         | 1        | 16.67% | Sin Títulos    |
| Total en su carrera | 32       | 17      | 5         | 10       | 58.34% | Sin Títulos    |

## Palmarés

### Como entrenador

#### Campeonatos internacionales
| Título                           | Club/Selección                         | País           | Año  |
| -------------------------------- | -------------------------------------- | -------------- | ---- |
| Campeonato Sub-20 de la Concacaf | Selección sub-20 de los Estados Unidos | Estados Unidos | 2022 |